# ماساتو ساساکی
ماساتو ساساکی (انگلیسی: Masato Sasaki؛ زادهٔ ۹ آوریل ۱۹۹۲) بازیکن فوتبال اهل ژاپن است.